# Майкл Ептед
Майкл Девід Ептед (англ. Michael David Apted; 10 лютого 1941, Ейлсбері, Бакінгемшир — 7 січня 2021, Лос-Анджелес, Каліфорнія) — британський і американський режисер, сценарист та продюсер.

## Життєпис
Народився 10 лютого 1941 року в місті Ейлсбері (графство Бакінгемшир) в родині Рональда Вільяма Ептеда, працівника сфери страхування, та Френсіс Амелії Томас. Навчався у Школі Лондонського Сіті для хлопчиків, пізніше вивчав право у Даунінг-коледжі Кембриджського університету. Режисерську кар'єру розпочав у якості стажера на телебаченні.
Ептед є автором відомої серії документальних фільмів «Up» у яких простежуються долі чотирнадцяти британців із 1964 року, коли їм було по сім років. Фільми виходили кожні сім років.
Серед його творчого доробку такі фільми як «Агата» (1979) з Ванессою Редгрейв у ролі Агати Крісті, американський фільм «Дочка шахтаря» (1980), заснований на біографії кантрі-виконавиці Лоретти Лінн, який отримав сім номінацій на премію Оскар, в тому числі й як найкращий фільм, стрічка «Горили в тумані» (1988) за книгою дослідниці Діани Фоссі, драма «Нелл» (1994) з Джоді Фостер, яка отримала три номінації на премію Золотий глобус та одну на премію Оскар, а також фільм з циклу про Джеймса Бонда «І цілого світу замало» за участю Пірса Броснана та Софі Марсо, та інш.
У 2003—2009 роках займав посаду президента Гільдії режисерів Америки, потім — на посаді секретаря-скарбника.
2008 року нагороджений орденом Святого Михайла і Святого Георгія.
Майкл Ептед помер 7 січня 2021 року в себе вдома у Лос-Анджелесі, Каліфорнія, в 79-річному віці.

## Особисте життя
Від своєї першої дружини Джо, шлюб з якою завершився розлученням, Ептед мав двох синів — Пола (звукорежисер, нар. 9 лютого 1967 року, помер 4 липня 2014 року від раку) та Джима. Від другої дружини — сценаристки Дани Ендрюс, шлюб з якою також завершився розлученням, мав сина Джона. 2007 року режисер вчетверте став батьком, — його партнерка Таня Мелліс народила дочку Лілі, яка мешкає з матір'ю. У січні 2014 року одружився з Пейдж Сімпсон, з якою перебував у шлюбі до своєї смерті.

## Фільмографія

### Режисер
- 1967 — Вулиця Коронації (телесеріал) / Coronation Street (24 епізоди)
- 1968 — Вбивство: Професійна работа / Murder: A Professional Job
- 1970 — 14 років / 7 Plus Seven
- 1972 — Радість / Joy
- 1972 — Потрійне відлуння / The Triple Echo
- 1974 — Будинок з привидами: Бідна дівчина / Haunted: Poor Girl
- 1974 — Зоряний пил / Stardust
- 1977 — 21 рік / 21 Up
- 1979 — Агата / Agatha
- 1980 — Дочка шахтаря / Coal Miner's Daughter
- 1981 — Континентальний вододіл / Continental Divide
- 1982 — Птанг. Янг. Кіппербанг. / P'tang, Yang, Kipperbang.
- 1983 — Парк Горького / Gorky Park
- 1984 — Першонароджений / Firstborn
- 1984 — 28 років / 28 Up
- 1985 — Вечір продовжується / Bring on the Night
- 1987 — Критичний стан / Critical Condition
- 1988 — Горили в тумані / Gorillas in the Mist: The Story of Dian Fossey
- 1989 — Довгий шлях додому / The Long Way Home
- 1991 — Колективна вимога / Class Action
- 1991 — 35 років / 35 Up
- 1992 — Громове серце / Thunderheart
- 1992 — Інцидент в Оглала / Incident at Oglala
- 1994 — Мить ока / Blink
- 1994 — Пересуваючи гори / Moving the Mountain
- 1994 — Нелл / Nell
- 1998 — Закон вулиць / Always Outnumbered
- 1998 — 42 роки / 42 Up
- 1999 — І цілого світу замало / The World Is Not Enough
- 1999 — Нейтан Діксон / Nathan Dixon
- 2001 — Енігма / Enigma
- 2002 — З мене досить / Enough
- 2003 — Одружилися в Америці / Married in America
- 2005 — 49 років / 49 Up
- 2005 — Рим (телесеріал) / Rome (3 епізоди)
- 2006 — Дивовижне добродійство / Amazing Grace
- 2006 — Одружилися в Америці 2 / Married in America 2
- 2007 — Сила гри / The Power of the Game
- 2010 — Хроніки Нарнії: Підкорювач Світанку / The Chronicles of Narnia: The Voyage of the Dawn Treader
- 2011 — Алілуя / Hallelujah
- 2012 — 56 років / 56 Up
- 2012 — Підкорювачі хвиль / Chasing Mavericks
- 2017 — Таємний агент / Unlocked

### Сценарист
- 1985 — Вечіер продовжується / Bring on the Night
- 1991 — 35 років / 35 Up

### Продюсер
- 1970 — 14 років / 7 Plus Seven
- 1977 — 21 рік / 21 Up
- 1984 — Річковий щур / The River Rat (виконавчий продюсер)
- 1984 — 28 років / 28 Up
- 1990 — Кримінальне правосуддя / Criminal Justice (виконавчий продюсер)
- 1991 — Народжені в СРСР. Семирічні / Age 7 in the USSR
- 1991 — 35 років / 35 Up
- 1991 — Народжені в Америці: Семирічні / Age 7 in America (виконавчий продюсер)
- 1992 — Вбивство без мотиву: Історія Едмунда Перрі / Murder Without Motive: The Edmund Perry Story (виконавчий продюсер)
- 1992 — Прибульці / Intruders (виконавчий продюсер)
- 1992 — Дракула / Dracula (виконавчий продюсер)
- 1998 — Народжені в Америці: Четирнадцятирічні / 14 Up in America
- 1998 — 42 роки / 42 Up
- 2005 — 49 років / 49 Up
- 2006 — Народжені в Америці: 21 рік / 21 Up America (виконавчий продюсер)
- 2012 — 56 років / 56 Up